# Neochactas josemanueli
Espèce
Synonymes
- Broteochactas josemanueli González-Sponga, 1992

Neochactas josemanueli est une espèce de scorpions de la famille des Chactidae.

## Distribution
Cette espèce est endémique de l'État de Bolívar au Venezuela. Elle se rencontre vers Cedeño.

## Description
Le mâle holotype mesure 26,76 mm et la femelle paratype 21,37 mm.

## Systématique et taxinomie
Cette espèce a été décrite sous le protonyme Broteochactas josemanueli par González-Sponga en 1992. Elle est placée dans le genre Neochactas par Soleglad et Fet en 2003.

## Étymologie
Cette espèce est nommée en l'honneur de José Manuel Ayala.

## Publication originale
- González Sponga, 1992 : Aracnidos de venezuela. Tres nuevas especies de la familia Chactidae (Escorpiones). Memoria de la Sociedad de Ciencias Naturales La Salle, vol. 52, no 138, p. 133-161.